# Grammy Awards de 2017
A 59.ª cerimônia anual do Grammy Awards foi realizada em 12 de fevereiro de 2017. A cerimônia, que  reconheceu as melhores gravações, composições e artistas, do período que vai de 1 de outubro de 2015 a 30 de setembro de 2016, foi transmitida ao vivo pela rede de TV CBS, direto do Staples Center em Los Angeles.
James Corden foi o apresentador da cerimônia pela primeira vez. A cerimônia de "pré-transmissão" (oficialmente chamada de The Premiere Ceremony) foi realizada no mesmo dia, antes do evento principal, e foi apresentada pela comediante Margaret Cho.
A lista dos indicados à premiação foi revelada em 6 de dezembro de 2016. Beyoncé foi a artista com mais indicações, com um total de nove. Drake, Rihanna e Kanye West receberam oito indicações cada, enquanto Chance, The Rapper veio a seguir com sete indicações. Tom Elmhirst ganhou seis prêmios de seis indicações como engenheiro de som/masterização. Dentre os artistas, Adele foi a maior vencedora da noite, com cinco troféus, incluindo Álbum do Ano, pelo álbum 25, Gravação do Ano e Canção do Ano, pela canção "Hello". David Bowie e Greg Kurstin vieram a seguir com quatro troféus. Adele também se tornou a primeira artista da história a ganhar os três principais prêmios da cerimônia duas vezes, tendo vencido anteriormente todas as três categorias em 2012. Chance, The Rapper ganhou o prêmio de Artista Revelação, além de ter ganho outros dois prêmios. Kanye West e Rihanna foram os maiores perdedores da noite, não ganhando nenhuma de suas oito indicações.

## Performances
Apresentações adaptadas do site International Business Times.
| Artista | Canção                                                                              |
| --- | ----------------------------------------------------------------------------------- |
| Adele | "Hello"                                                                             |
| The Weeknd Daft Punk | "Starboy" (intro) "I Feel It Coming"                                                |
| Keith Urban Carrie Underwood | "The Fighter"                                                                       |
| Ed Sheeran | "Shape of You"                                                                      |
| Lukas Graham Kelsea Ballerini                                                                                                   | "7 Years" "Peter Pan"                                                               |
| Beyoncé | "Love Drought" "Sandcastles"                                                        |
| James Corden Neil Diamond Jennifer Lopez John Legend Faith Hill Jason Derulo Ryan Tedder Keith Urban Tim McGraw Blue Ivy Carter | "Sweet Caroline"                                                                    |
| Bruno Mars | "That's What I Like"                                                                |
| Little Big Town | "Teenage Dream" (intro)                                                             |
| Katy Perry Skip Marley | "Chained to the Rhythm"                                                             |
| William Bell Gary Clark Jr. | "Born Under a Bad Sign"                                                             |
| Maren Morris Alicia Keys | "Once"                                                                              |
| Adele | Tributo à George Michael "Fastlove"                                                 |
| Metallica Lady Gaga | "Moth into Flame"                                                                   |
| Sturgill Simpson The Dap-Kings                                                                                                  | "All Around You"                                                                    |
| Demi Lovato Tori Kelly Little Big Town Andra Day                                                                                | Tribute aos Bee Gees "Stayin' Alive" "Tragedy" "How Deep Is Your Love" Night Fever" |
| A Tribe Called Quest Anderson .Paak Busta Rhymes Consequence                                                                    | "Award Tour" "Movin Backwards" "We the People...."                                  |
| The Time Bruno Mars | Tribute à Prince "Jungle Love" "The Bird" "Let's Go Crazy"                          |
| Pentatonix | "ABC"                                                                               |
| Chance the Rapper | "How Great" "All We Got"                                                            |
| John Legend Cynthia Erivo | In Memoriam "God Only Knows"                                                        |

## Apresentadores
- Jennifer Lopez
- Paris Jackson
- John Travolta
- Nick Jonas
- Katharine McPhee
- The Chainsmokers
- Ryan Seacrest
- Tina Knowles
- Camila Cabello
- Thomas Rhett
- Little Big Town
- William Bell
- Gary Clark Jr.
- Gina Rodriguez
- Taraji P. Henson
- Laverne Cox
- Dwight Yoakam
- DNCE
- Celine Dion
- Solange
- Halsey
- Jason Derulo
- Tim McGraw
- Faith Hill

## Indicados e vencedores
| Gravação do Ano - "Hello" – Adele - Formation – Beyoncé - 7 Years – Lukas Graham - Work – Rihanna - Stressed Out - Twenty One Pilots                  | Álbum do Ano - 25 – Adele - Lemonade – Beyoncé - Purpose – Justin Bieber - Views – Drake - A Sailor's Guide to Earth – Sturgill Simpson |
| Canção do Ano - "Hello" – Adele - Formation - Beyoncé - I Took a Pill in Ibiza – Mike Posner - Love Yourself – Justin Bieber - 7 Years – Lukas Graham | Artista Revelação - Chance, The Rapper - Kelsea Ballerini - The Chainsmokers - Anderson .Paak - Maren Morris                            |

### Pop
| Melhor Performance Pop Solo - "Hello" – Adele - Hold Up - Beyoncé - Love Yourself – Justin Bieber - Piece by Piece (Idol Version) – Kelly Clarkson - Dangerous Woman – Ariana Grande                                                         | Melhor Performance Pop Grupo/Duo - "Stressed Out" - Twenty One Pilots - Cheap Thrills – Sia feat. Sean Paul - Closer – The Chainsmokers feat. Halsey - 7 Years – Lukas Graham - Work – Rihanna feat. Drake |
| Melhor Álbum Vocal de Pop Tradicional - Summertime: Willie Nelson Sings Gershwin – Willie Nelson - Cinema – Andrea Bocelli - Fallen Angels – Bob Dylan - Stages Live – Josh Groban - Encore: Movie Partners Sing Broadway – Barbra Streisand | Melhor Álbum Vocal de Pop - 25 - Adele - Purpose – Justin Bieber - Dangerous Woman – Ariana Grande - Confident - Demi Lovato - This Is Acting – Sia                                                        |

### Dance/Eletrônica
| Melhor Gravação de Dance - "Don't Let Me Down" – The Chainsmokers feat. Daya - Tearing Me Up – Bob Moses - Never Be Like You – Flume feat. Kai - Rinse & Repeat – Riton feat. Kah-Lo - Drinkee – Sofi Tukker | Melhor Álbum de Dance/Eletrônica - Skin – Flume - Electronica 1: The Time Machine – Jean-Michel Jarre - Epoch – Tycho - Barbara Barbara, We Face A Shining Future – Underworld - Louie Vega Starring... XXVIII – Louie Vega |

### R&B
| Best R&B Performance - "Cranes in the Sky" – Solange - Turnin' Me Up – BJ the Chicago Kid - Permission – Ro James - I Do – Musiq Soulchild - Needed Me – Rihanna                   | Best Traditional R&B Performance - "Angel" – Lalah Hathaway - The Three of Me – William Bell - Woman's World – BJ the Chicago Kid - Sleeping with the One I Love – Fantasia - Can't Wait – Jill Scott |
| Best R&B Song - "Lake by the Ocean" – Maxwell - Come and See Me – Drake - Exchange – Bryson Tiller - Kiss It Better – Rihanna - Luv – Tory Lanez                                   | Best Urban Contemporary Album - Lemonade – Beyoncé - Ology – Gallant - We Are King – KING - Malibu – Anderson .Paak - Anti – Rihanna                                                                  |
| Best R&B Album - Lalah Hathaway Live – Lalah Hathaway - In My Mind – BJ the Chicago Kid - Velvet Portraits – Terrace Martin - Healing Season – Mint Condition - Smoove Jones – Mýa | |

### Rap
| Best Rap Performance - "No Problem" - Chance The Rapper ft Lil Wayne & 2 Chainz - Panda – Desiigner - Pop Style – Drake feat. The Throne - All the Way Up – Fat Joe e Remy Ma feat. French Montana & Infared - THat Part – Schoolboy Q feat. Kanye West                                                    | Best Rap/Sung Performance - "Hotline Bling" – Drake - Freedom – Beyoncé feat. Kendrick Lamar - Broccoli – D.R.A.M. feat. Lil Yachty - Ultralight Beam – Kanye West feat. Chance The Rapper, Kelly Price, Kirk Franklin & The-Dream - Famous - Kanye West feat. Rihanna |
| Best Rap Song - "Hotline Bling" – Drake - All the Way Up – Fat Joe e Remy Ma feat. French Montana & Infared - Famous - Kanye West feat. Rihanna - No Problem - Chance The Rapper feat. Lil Wayne & 2 Chainz - Ultralight Beam – Kanye West feat. Chance The Rapper, Kelly Price, Kirk Franklin & The-Dream | Best Rap Album - Coloring Book – Chance The Rapper - and the Anonymous Nobody... – De La Soul - Major Key – DJ Khaled - Views – Drake - Blank Face LP – Schoolboy Q - The Life of Pablo – Kanye West                                                                   |

### Videoclipe/Filme
| Best Music Video - "Formation" – Beyoncé - River – Leon Bridges - Up & Up – Coldplay - Gosh – Jamie xx - Upside Down & Inside Out – OK Go | Best Music Film - The Beatles: Eight Days a Week The Touring Years – The Beatles - I'll Sleep When I'm Dead – Steve Aoki - Lemonade – Beyoncé - The Music of Strangers – Yo-Yo Ma e The Silk Road Ensemble - American Saturday Night: Live From The Grand Ole Opry – (Vários Artistas) |

## Múltiplas indicações
| Artista            | Indicações |
| ------------------ | ---------- |
| Beyoncé            | 9          |
| Rihanna            | 8          |
| Drake              | 8          |
| Kanye West         | 8          |
| Chance, The Rapper | 7          |
| Tom Elmhirst       | 6          |
| Adele              | 5          |
| Twenty One Pilots  | 5          |
| Justin Bieber      | 4          |
| Benny Blanco       | 4          |
| David Bowie        | 4          |
| Tom Coyne          | 4          |
| Mike Dean          | 4          |
| Kirk Franklin      | 4          |
| Greg Kurstin       | 4          |
| Max Martin         | 4          |
| Lori McKenna       | 4          |
| Maren Moris        | 4          |
| Sia                | 3          |
| Jack White         | 3          |
| Noah "40" Shebib   | 3          |
| Morten Ristorp     | 3          |
| Antonio Pappano    | 3          |
| Nineteen85         | 3          |
| Ted Nash           | 3          |
| Mike Will Made It  | 3          |
| Randy Merrill      | 3          |
| Morten Lindberg    | 3          |
| Lukas Forchhammer  | 3          |
| Jaycen Joshua      | 3          |
| Tom Elmhirst       | 3          |
| John Daversa       | 3          |
| The Chainsmokers   | 3          |
| BJ the Chicago Kid | 3          |